# Станислав Игнаци Виткевич
Станѝслав Игна̀ци Виткѐвич, с псевдоним „Виткаци“ (на полски: Stanisław Ignacy Witkiewicz – Witkacy), е полски художник, писател, философ и теоретик на театъра и живописта.

## Биография
Роден е на 24 февруари 1885 г. във Варшава, Полша, в шляхтишкото семейство на художника и критик Станислав Виткевич от полския шляхтички герб Нечуя, знакова фигура от периода на Млада Полша, и Мария от рода Петшкевич – учителка по музика. До 1903 г. живее в Закопане, където получава солидно домашно образование. Негови учители са университетски преподаватели и известни творци. През 1903 г. държи матура като частен ученик.
По желание на баща си се записва да следва в краковската Академия за изящни изкуства. Посещава Виена, Мюнхен, Париж, Лондон, пътува из Италия заедно с Карол Шимановски.
Преживява кратък, но бурен роман с актрисата Ирена Солска, която вдъхновява първия му роман. Годежът му с Ядвига Янчевска приключва трагично – младата жена се самоубива на 21 февруари 1914 г. в Закопане. За да преодолее дълбоката депресия, в която изпада, Виткаци се включва в експедицията на своя приятел Бронислав Малиновски в Нова Гвинея. През 1914 г. двамата достигат Австралия, където научават за избухването на Първата световна война.
Виткевич се връща в Европа и като руски поданик постъпва в царската армия, където получава офицерски чин. През 1917 г. преживява Октомврийската революция, според някои данни дори е избран за политкомисар. По-късно не коментира този период от живота си, но той оказва силно влияние върху творчеството му.
От 1918 г. живее във Варшава и Закопане. Участва в групата на авангардните поети и художници Формисти, в периода 1922 – 1923 г. е сътрудник на сп. „Звротница“. Участва в учредяването на Театралното дружество в Закопане и ръководи организирания там Театър на формистите (1925 – 1927). Като театрален и литературен критик публикува в редица периодични издания. Води философски полемики с Роман Ингарден и Леон Хвистек. През 1935 г. е отличен със Златен лавров венец на Полската академия за литература.
Когато избухва Втората световна война се записва като доброволец в армията, но е освободен по здравословни причини. Бяга от Варшава, но когато научава за инвазията на съветската армия в Полша се самоубива на 18 септември 1939 г.

## Творчество

### Философски и естетически концепции
Художественото творчество на Виткаци е пряко свързано с неговите философски възгледи. През 1919 г. издава трактата „Новите форми в живописта и произтичащите от това недоразумения“. В него включва, наред с разработки върху историята и естетиката на живописта, и концепцията за загубата на метафизичното чувство с напредване на техническия и социалния прогрес. Предлага катастрофична прогноза за обществото на бъдещето, в което няма да има място за творческите индивидуалности. Свързва развитието на културата със създаването на условия за преживяване на метафизическото чувство посредством религията, философията и изкуството. Развива своите възгледи за живописта и театъра в томовете „Естетически скици“ (1922) и „Театър. Увод към теорията на Чистата форма в театъра“ (1923). През 1935 г. публикува „Понятия и твърдения, имплицирани от понятието за съществуване“ като синтез на своите философски възгледи.

### Изобразително изкуство
Виткаци е един от основните теоретици на творческата група Формисти. През 1925 г. основава „Фирма за портрети Ст. И. Виткевич“. Според правилника на предприятието клиентът е длъжен да бъде доволен от своя портрет, а недоразуменията са изключени. Картините се класифицират в 5 категории, като градират от реалистични към абстрактни портрети. Последните художникът рисува главно за свои приятели. На част от картините със специфичен код отбелязва химичните вещества, под чието въздействие е рисувал (от кафе и тютюн, през различни видове алкохол до кокаин и морфин).